# Дмитро Тась
Дмитро́ Та́сь (справжнє ім'я Могиля́нський Дмитро́ Миха́йлович; 28 січня 1901, Чернігів — 28 лютого 1938, Московська область?) — український письменник, поет-неосимволіст, журналіст та перекладач доби розстріляного відродження. Син письменника Михайла Могилянського, брат поетки Ладі Могилянської. Жертва сталінського терору.

## Життєпис
Народився у Чернігові в родині шляхтичів Русобтовських-Могилянських. Закінчив Чернігівську гімназію, потім Чернігівський педагогічний інститут.
Від 1925 року жив у Києві, 1930 року переїхав до Харкова. Працював журналістом у газетах і журналах «Пролетарська правда», «Знання», «Піонерія», «Соціялістична Харківщина».
Заарештований НКВС 28 січня 1938 року. 25 лютого засуджений до розстрілу. Страчений у в'язниці 28 лютого 1938 року, ймовірно в Московській області. Реабілітований 14 березня 1958 року.

## Творчість

Зліва направо Дмитро Тась, Ярослав Вітошинський, Максим Рильський, Валер'ян Михальчук. Київ, 1929 р.

Поет, прозаїк. Дебютував 1918 року на сторінках чернігівської земської газети.
Твори вміщено у збірниках «Голод» (Чернігів, 1919), «Квартали» (Харків, 1924). Вірші і оповідання друковано в журналах «Глобус», «Життя і революція», «Нова громада» (усі — Київ), «Всесвіт», «Кіно», «Літературний ярмарок», «Червоний шлях» (усі — Харків), «Селянське життя» (Чернігів), газетах «Література, наука, мистецтво» (Харків), «Кооперація голодаючим», «Чернігівська земська газета», «Чернігівщина», ін.
Перекладав українською мовою твори Антона Чехова.
Підготував збірку віршів «Чорний парус», яка так і не побачила світ.
Лірика Тася відзначається досконалістю форми. Критик Яків Савченко вважав його разом із Дмитром Фальківським представниками неосимволізму в українській літературі.

## Видання
- Ведмеді танцюють: оповідання. — К.: Маса, 1927. [Архівовано 13 листопада 2017 у Wayback Machine.]
- Сад. — К.: Маса, 1930.

## Родина
- Син — Ярема. Народився у Чернігові в 1924 році. У 1941 році загинув у боях під Москвою.